# Trichomyia dolichothrix
Trichomyia dolichothrix är en tvåvingeart som beskrevs av Quate 1999. Trichomyia dolichothrix ingår i släktet Trichomyia och familjen fjärilsmyggor. Inga underarter finns listade i Catalogue of Life.